# Małaszewicze
Małaszewicze es una localidad fronteriza en el distrito administrativo de Gmina Terespol, dentro del distrito de Białun Podlaska, Voivodato de Lublin, en Polonia oriental, cercano a la frontera con Bielorrusia. Tiene una población de 4.000 habitantes.
En Małaszewicze se encuentra uno de los más grandes puertos secos de importancia internacional en Polonia y Europa. Esto se debe al intercambio de mercancías de contenedores y la conversión del ancho de vía ruso (1520 mm) a un ancho estándar (1435 mm).

## Galería

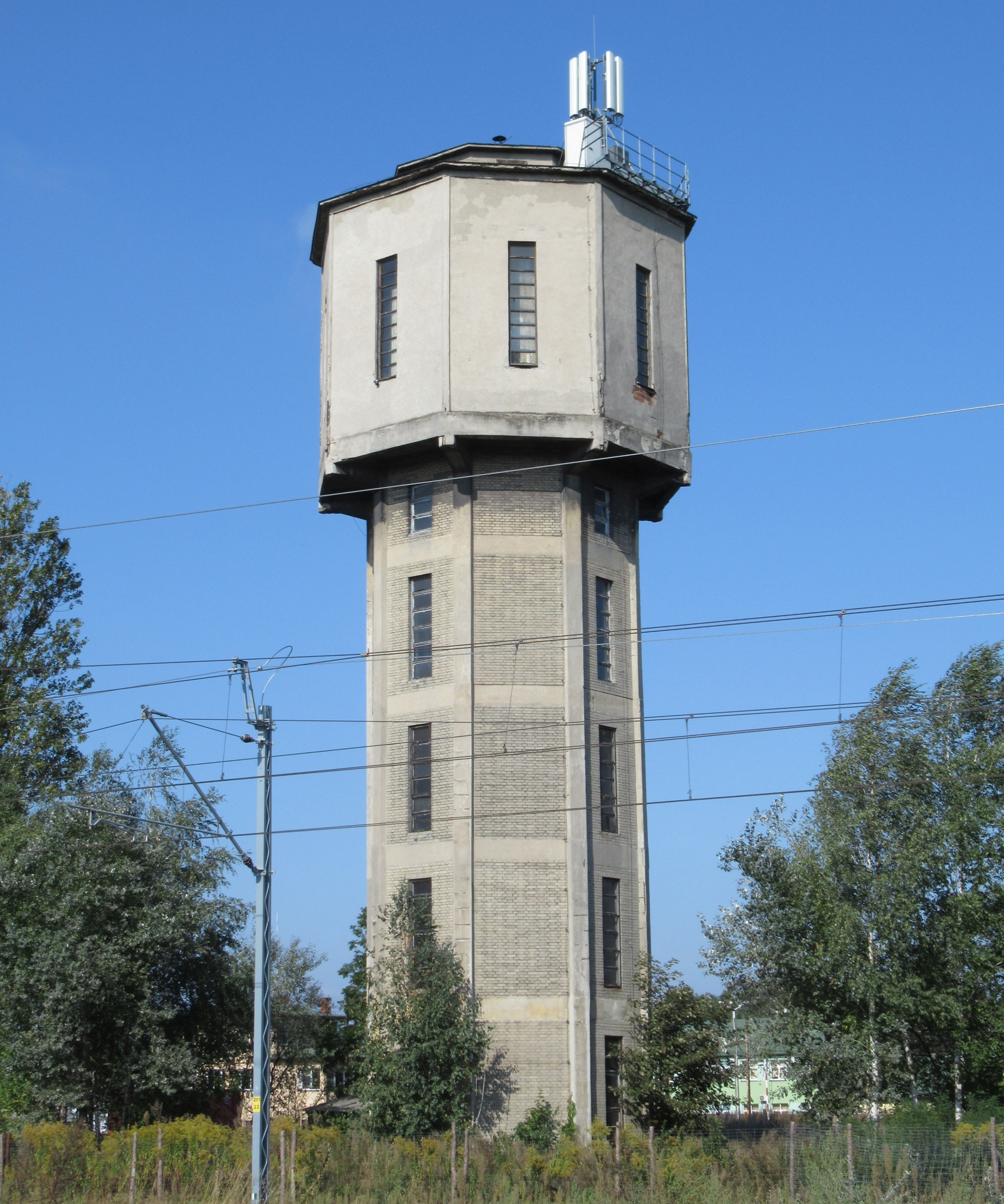
Torre de agua.
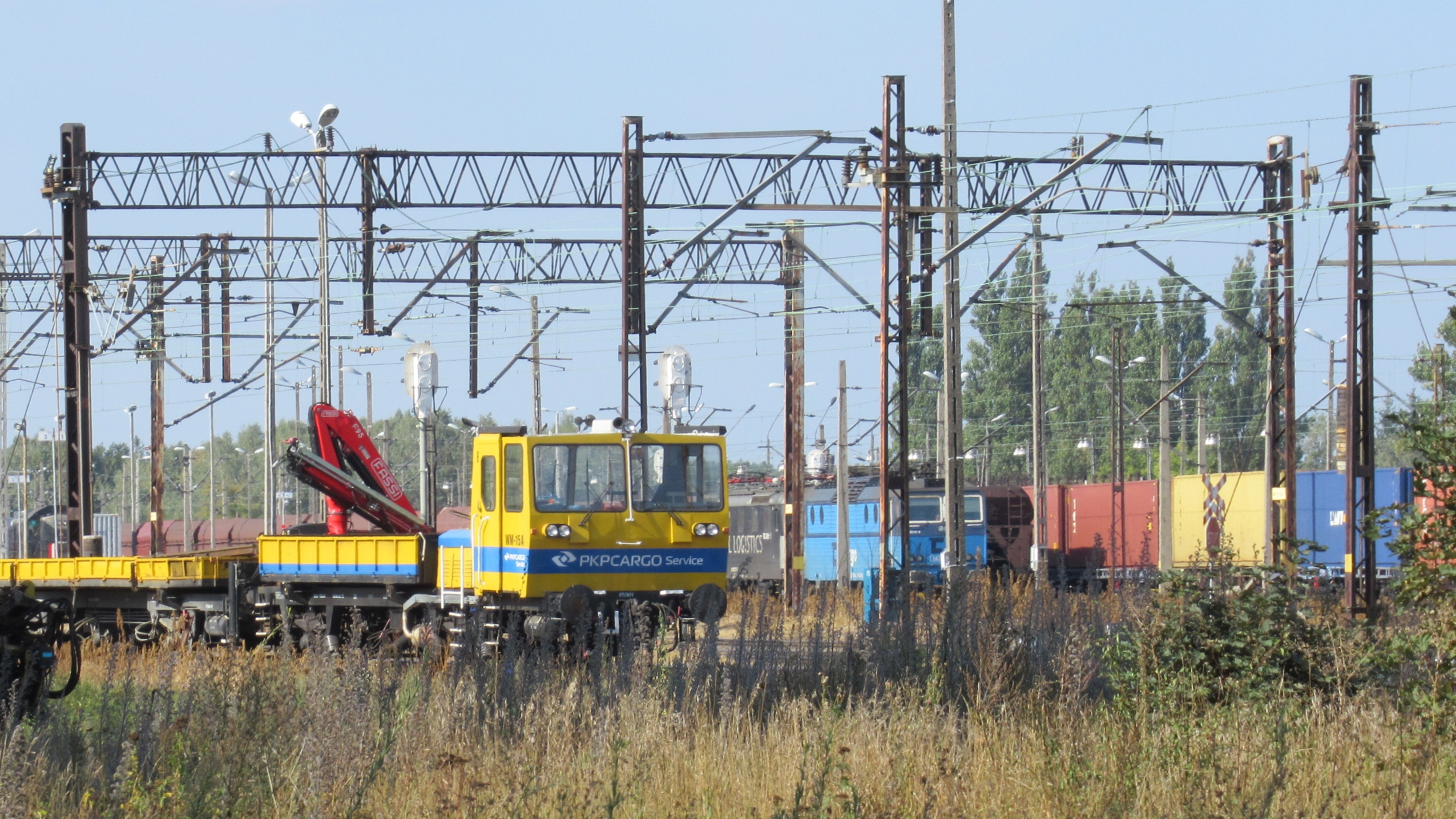
Estación de carga del ferrocarril.
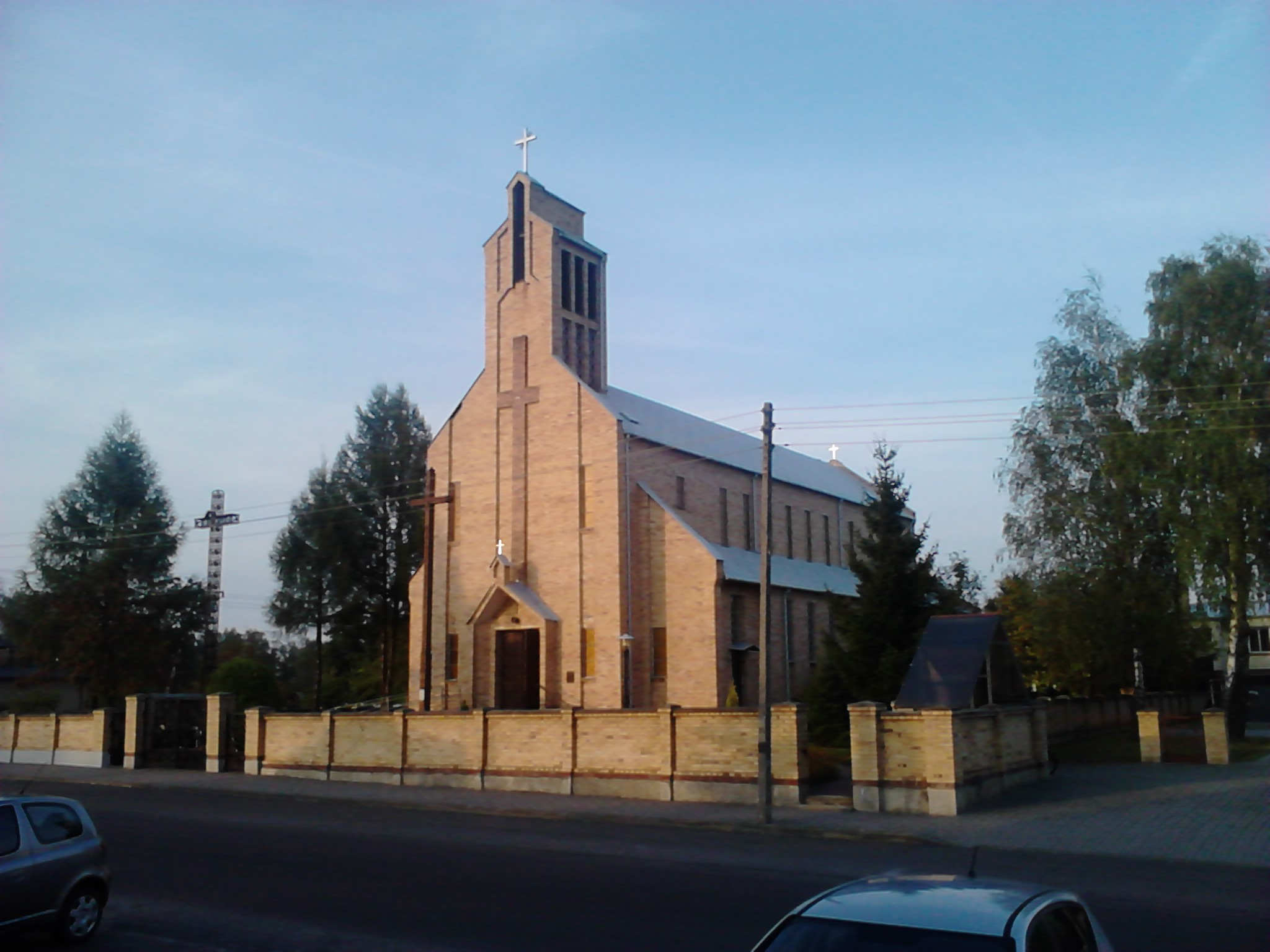
Iglesia en Małaszewicze.
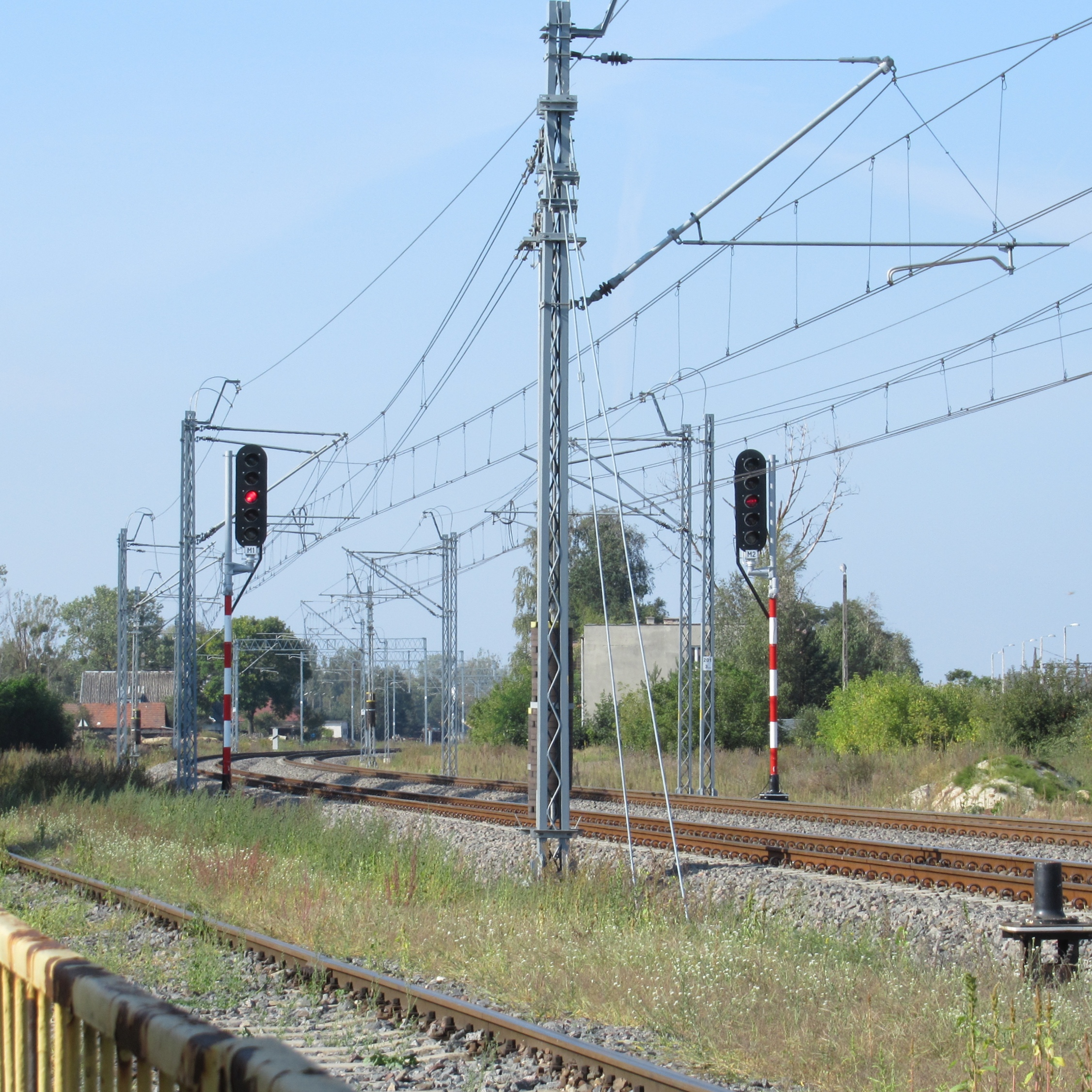
Línea de ferrocarril 2 en Małaszewicze.
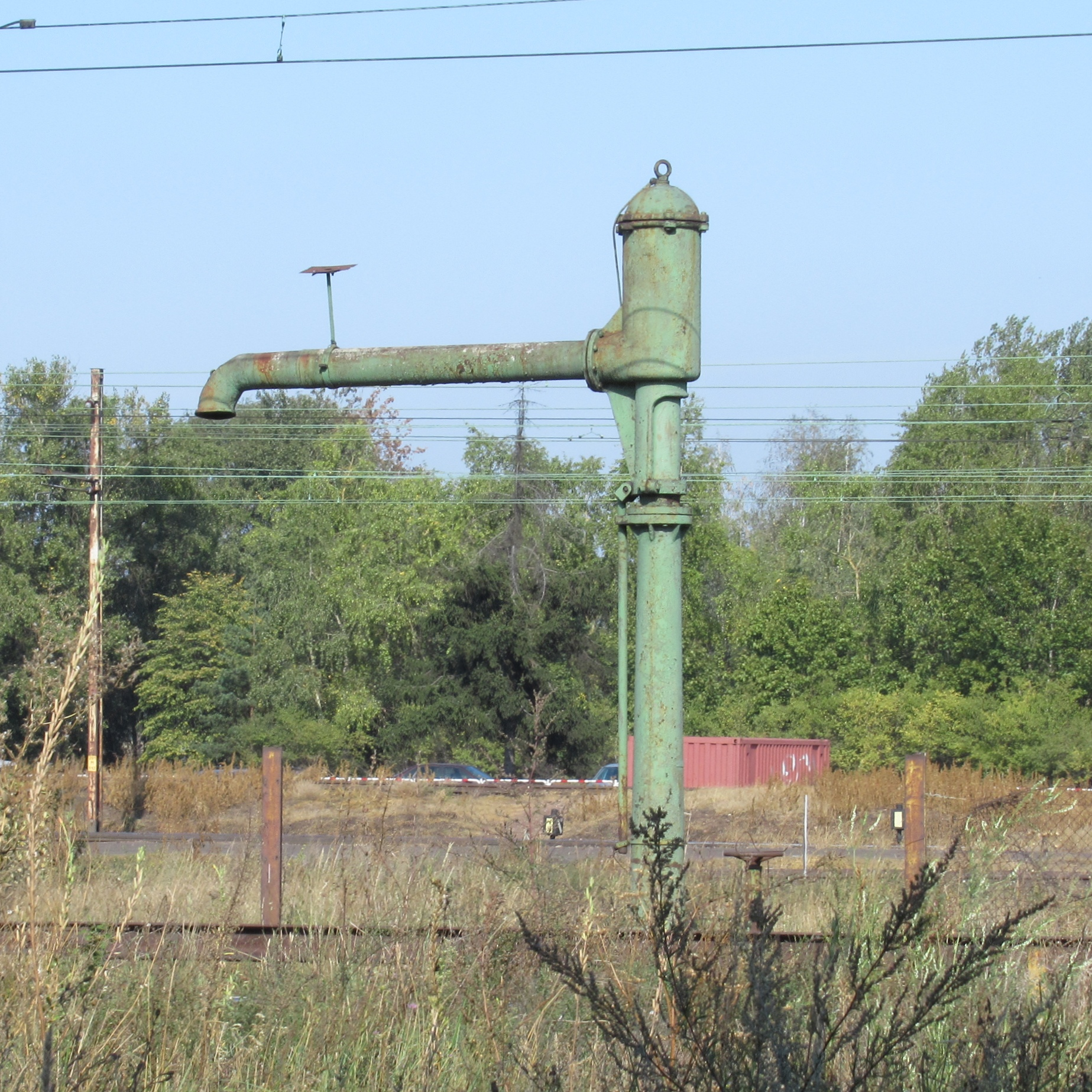
Grúa de agua cerca de la vía del tren.